# Öreglak
Öreglak is een plaats (község) en gemeente in het Hongaarse comitaat Somogy. Öreglak telt 1728 inwoners (2001).